# Trussardi
Trussardi è una casa di moda italiana, fondata nel 1911. Nata come laboratorio per la produzione di guanti in pelle, amplia la sua linea di pelletteria negli anni settanta, quando Nicola Trussardi subentra alla guida dell'azienda che negli anni ottanta lancia la sua prima collezione prêt-à-porter, insieme ad altri prodotti, quali profumi e una linea di jeans d'alta moda. Gli anni novanta sono il decennio che consacra Trussardi come marca internazionale, con i principali mercati situati in Italia e Giappone. Negli anni a seguire, il brand si consacra sempre di più nel mondo del lifestyle, trasferendo l’iconicità del proprio stile oltre la moda, in settori quali design, arredamento e orologeria.
Da marzo 2024, Trussardi è parte del Gruppo Miroglio, realtà internazionale attiva nell’ambito della moda femminile e del retail dal 1947.

## Storia

### Gli inizi
Dante Trussardi fonda la sua azienda nel 1911 a Bergamo, come laboratorio per la produzione di guanti in pelle, venduti su tutto il territorio nazionale. Durante la Seconda guerra mondiale, inoltre, l'azienda fornisce i propri guanti all'esercito italiano. A succedere al fondatore fu prima il figlio Giordano, poi nel 1970 il nipote Nicola, dopo la morte di suo fratello maggiore di nome Dante (come il nonno), a causa di un colpo partito dal fucile da caccia che stava pulendo.

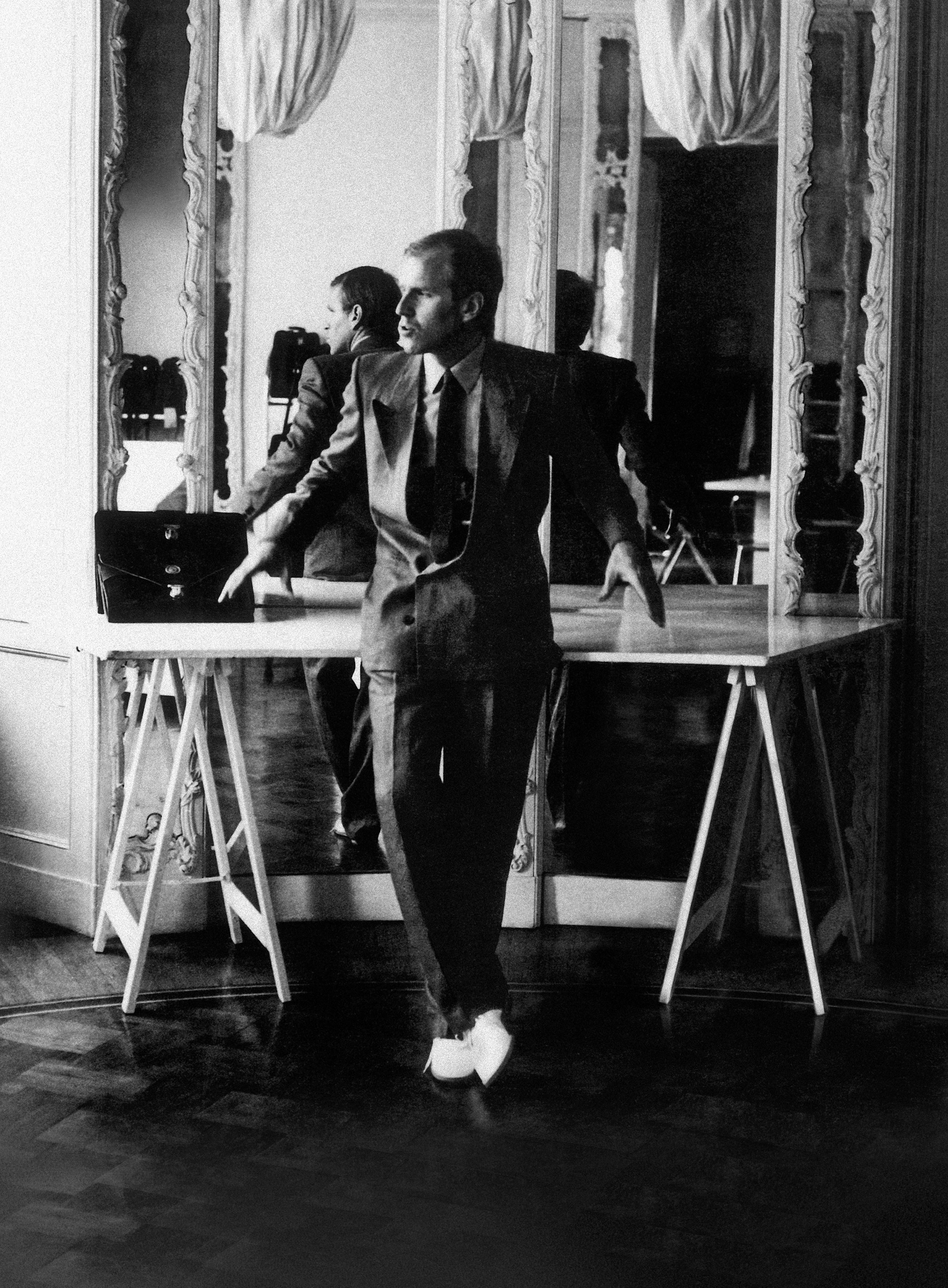
Nicola Trussardi nel 1982

### Anni ‘70
A fianco di Nicola a capo dell'attività, entra a far parte dell'azienda come direttore creativo anche la moglie di Nicola, Marialuisa. Durante gli anni '70 la moda attraversa un cambio di tendenze, che costringe Nicola a dare un'impronta diversa all'azienda. Non si dedica più quindi solo alla produzione di guanti, ma anche a quella di altri articoli e accessori in pelle, e in un secondo momento all'abbigliamento in generale. La prima collezione include portafogli, valigie, cinture e scarpe, tutti contraddistinti dal nuovo simbolo sviluppato da Nicola: il levriero. Alla morte del padre, Nicola assume il pieno controllo dell'azienda di famiglia.

### Anni ‘80
L'azienda lancia la sua prima fragranza nel 1980, con il nome “Trussardi”, seguita nel 1983 da “Trussardi Uomo”. Nel 1983 Nicola, ormai in pieno comando dell'azienda, lancia la prima linea donna prêt-à-porter, e nel 1984 la prima collezione uomo. Nel 1986 viene lanciata la prima collezione di jeans d'alta moda, con la nuova denominazione Trussardi Jeans.
L'azienda lancia anno dopo anno nuovi profumi e nuove collezioni, dallo sport alle linee casa. Un altro campo di attività in cui Trussardi opera è quello del design d'interni per velivoli privati ed elicotteri. Nel 1985 l'infrastruttura commerciale conta 120 punti vendita distribuiti in tutto il mondo e sempre in questi anni si situa l'ingresso nel mercato americano, sia con boutique, che con negozi in franchise a Beverly Hills, Atlanta, Miami, e San Francisco, che con corner in centri commerciali. La prima apertura all'interno di Bloomingdale's risale al 1985, con il tenore Luciano Pavarotti ad inaugurare l'evento. A Milano, Trussardi sceglie dei luoghi non convenzionali per le sue sfilate, come Piazza Duomo, La Scala, o la Stazione di Milano Centrale. Nel 1989, gli studi di design Trussardi vengono contattati per partecipare alla progettazione degli interni della seconda serie di carrozze Sleeperette. Nel 1989 viene lanciata la prima collezione di occhiali e nel 1993 l'azienda apre un centro di ricerca e sviluppo a Brindisi, che dapprima si dedica allo studio delle materie prime, alla realizzazione di nuovi tessuti e alla creazione di un nuovo imballaggio a minor impatto ambientale.

### Anni ‘90
L'azienda sviluppa la propria rete di negozi monomarca, con due format, Trussardi e T-Store: nel primo vengono distribuite le collezioni moda Trussardi, mentre nel secondo i prodotti delle linee lifestyle, come jeans, biciclette, articoli sportivi e per la casa e i prodotti dolciari. Le prime tre boutique aprono nel 1995 a Bangkok, Hong Kong, e Seul, mentre l'anno seguente Trussardi lancia la prima collezione ufficiale casual T-Store, specializzandosi sui capi essenziali. Le prime tre linee della collezione sono Trussardi Sport, Jeans, e T-store, prodotte dalla Sosab—di proprietà di Nicola Trussardi e con sede fuori Modena. La prima boutique di New York apre nel 1996, anno in cui il fatturato dell'azienda, incluse le licenze, raggiunge i 530 milioni di dollari. Nello stesso anno Trussardi apre un nuovo store a Milano, proprio di fianco al Teatro alla Scala. Oltre al negozio, la struttura ospita un bar e un ristorante.
A questo punto della sua storia l'azienda ha lanciato ormai diverse fragranze, le cui vendite sono concentrate per un terzo in Europa e per due terzi nel resto del mondo. Nel 1998 Trussardi presenta una nuova linea di occhiali, sia da vista che da sole, e una collezione di orologi. Nel 1992 Trussardi concede in licenza all'azienda giapponese C. Itoh le linee Trussardi Levriero e Trussardi Action per circa 1,4 miliardi di dollari nell'arco di cinque anni. A quell'epoca, il Giappone rappresenta circa il 70% di tutte le esportazioni fuori dall'Italia e nel paese si contano circa 200 punti vendita Trussardi Levriero. A seguito del partenariato con la C. Itoh, Nicola Trussardi costituisce la Teijin Ltd, con l'intenzione di renderla suo partner permanente in Giappone; tuttavia, nel 2003 Trussardi decide di iniziare una collaborazione con la società Mitsui, mettendo fine al rapporto con Teijin.

### Anni 2000
Francesco Trussardi, figlio di Nicola, diviene presidente dell'azienda dopo la morte del padre, avvenuta nel 1999. Anche la sorella Beatrice assume una posizione di rilievo all'interno della società. Dopo la morte del fratello Francesco nel 2003, Beatrice diviene presidente e AD della maison Trussardi, lasciando successivamente la carica di presidente a Maria Luisa Trussardi. Nel 2006 Trussardi affida a Eric Wright, che aveva già collaborato con Fendi, la direzione artistica del marchio. Sempre nello stesso anno apre il Ristorante Trussardi Alla Scala, uno dei tre ristoranti di Milano ad aver ricevuto due stelle Michelin, che ha mantenuto fino al 2015. Nel 2008 Trussardi lancia la linea d'alta gamma Trussardi dal 1911, realizzata dallo stilista Milan Vukmirovic. Nell'ambito dell'home décor Trussardi ha prodotto MY Design, dove MY sta a indicare le iniziali del designer britannico Michael Young. La collezione è stata lanciata nel 2011 e si ispira all'esperienza di Nicola Trussardi nel design d'interni per velivoli nei lontani anni 80. Nel 2011 l'incarico di direttore creativo viene affidato a Umit Benan Sahin, sostituito poi nel 2013 da Gaia Trussardi, che prima di ricevere questo incarico era già stata responsabile delle linee Tru Trussardi e Trussardi Jeans. Tomaso Trussardi è attualmente a capo dell'azienda con la carica di amministratore delegato. Per il quarantesimo anniversario del logo Trussardi, Yuko Shimizu ha diretto un corto di animazione dal titolo "Sky Watcher".
Nel 2016 Beatrice Trussardi lascia gli incarichi in azienda per occuparsi di arte con la Fondazione Nicola Trussardi e cede il suo 25% della Finos, la holding di famiglia che controlla la Trussardi, al fratello Tomaso che ha già un 25% dell'azienda e sale quindi al 50% (un altro 25% è nelle mani di Gaia e un altro in quelle della madre, Maria Luisa Gavazzeni vedova Trussardi). Nell'aprile 2018 Gaia Trussardi lascia la direzione creativa.

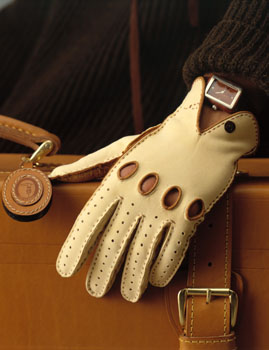
Modello iconico di guanti in pelle

Il 13 febbraio 2019 il fondo italiano QuattroR, specializzato in ristrutturazioni aziendali, rileva la Trussardi. L'operazione è effettuata attraverso la creazione di una newco, partecipata al 70% da QuattroR e al 30% da Tomaso Trussardi, che controlla l'86% della holding Finos, azionista unico di Trussardi S.p.A.. Il restante 14% è nelle mani di Maria Luisa Gavazzeni, madre di Tomaso il quale ora assume l'incarico di presidente. 
A ottobre 2020 Sebastian Suhl viene nominato amministratore delegato mentre a maggio 2021 Serhat Işık e Benjamin A. Huseby assumono la direzione creativa del marchio sotto un'unica etichetta, Trussardi.
Nel marzo 2023 l'azienda ha aperto una procedura di ricomposizione della crisi al Tribunale di Milano. Una formula - scrive il Sole 24 Ore - "simile a quella del Chapter 11 americano, che consente alle imprese di avviare una ristrutturazione per proteggere l’azienda e permetterle di risollevarsi". I membri del Cda, l'amministratore delegato Sebastian Suhl e i due creativi Serhat Işık e Benjamin A. Huseby rilasciano le loro dimissioni. A occuparsi del riassetto dell'azienda è la società bergamasca 3XCapital.
A marzo 2024, Trussardi entra a far parte del Gruppo Miroglio come marchio indipendente con sede a Milano, sotto la guida di Alberto Racca in qualità di amministratore delegato. Alla base della ripartenza è l’heritage del marchio, fatto di eleganza senza tempo e funzionalità. L’acquisizione mira infatti a porre al centro la valorizzazione del marchio milanese, partendo dalle sue categorie distintive, per evolvere verso un’esperienza completa che valichi i confini della moda.

## Collezioni, partnership e licenze

### Collezioni
Trussardi è la marca di abbigliamento e accessori per uomo e donna della maison. Due le collezioni storiche non più in produzione: Tru Trussardi e Trussardi Jeans. Tru Trussardi era la collezione casual della maison, con boutique dedicate di abbigliamento e accessori. Nell’ambito del rinnovamento aziendale realizzato nel 2016, la linea Tru Trussardi è stata chiusa.Trussardi Jeans è la linea denim della maison, lanciata nel 1986. Trussardi Jeans è la prima linea di jeans d'alta gamma ad essere stata sviluppata in Europa. Il brand ha prodotto abbigliamento casual da donna e da uomo.

### Partnership

Trussardi Orologi

Nel 2011, in occasione del centenario della Maison, viene lanciata insieme a BMW Italia un’edizione limitata della Serie 5 Gran Turismo. Nello stesso anno, Trussardi crea uno speciale casco in pelle in collaborazione con MOMODESIGN.
Nella stagione calcistica 2013-14 Trussardi inizia a realizzare le divise formali ufficiali per Juventus Football Club. Una collaborazione che dura per ben sette stagioni sportive in cui la Juventus si aggiudica 7 scudetti.
Del 2014 è la fortunata alleanza con Samsung Electronics Italia, per una limited edition di Cover per gli smartphone Galaxy Note 4 e Galaxy S5 e il tablet Galaxy Tab S 10.5.
Nel 2015, Trussardi collabora con Coca-Cola, creando la prima collezione di bottiglie e lattine in edizione limitata per celebrare i 100 anni del marchio.
Del 2016 è la partnership con Dynamic Yatchs, per la personalizzazione degli interni del modello Dynamiq D4 Jetsetter attraverso Trussardi Casa.
Nel 2019, Trussardi e Fiat presentano la Limited Edition “Panda Wears Trussardi”, un progetto di co-branding volto a unire l’eleganza urban-chic della casa di moda alla funzionalità della vettura italiana. Protagonista della campagna pubblicitaria è la cantante Ava Max che ha indossato capi iconici di Trussardi per girare il videoclip del suo singolo “Torn”.

### Licenze
Nel 1983 viene lanciata per la prima volta Trussardi Junior, la linea di abbigliamento per bambini della maison. Nel 2009 Trussardi concede in licenza la gestione del marchio, sia in termini di produzione che di distribuzione, a Idea e, dal 2013, all'azienda italiana I Pinco Pallino. Nel 2016 inizia il partenariato con Brave Kid (del gruppo OTB), dando vita alla prima collezione autunno inverno 2017/18. Dal 2020, la licenza per le collezioni Trussardi Junior è affidata al gruppo Arav Fashion.
Nel 2010 Trussardi concorda con Charmant una licenza per il design, la produzione e la distribuzione della linea eyewear, passata nel 2015 a De Rigo. Dal 2022, Trussardi continua a produrre la propria linea di occhiali, da vista e da sole, insieme a GO Eyewear.
La linea Trussardi Parfums, apprezzata in tutto il mondo per l’iconicità delle sue fragranze, è attualmente sviluppata dalla linea partner Angelini Beauty; nel 2014 viene poi siglato il partenariato con Morellato per il lancio della linea di produzione svizzera Trussardi Orologi, e poi, nel 2022, per Trussardi Jewels.
Con Manifattura di Valduggia S.p.A. inizia nel 2014 una collaborazione per la creazione di Trussardi Beachwear, Underwear e Nightwear. Nel 2022, la licenza per la linea Beachwear viene affidata ad AREA B.
Nel 2014 viene sottoscritto il contratto di licenza con Club House_ Luxury Living Group che sancisce la nascita di Trussardi Casa, in occasione del Salone Internazionale del Mobile di Milano. Nel 2015, in collaborazione con Zambaiti Parati SPA, inizia la distribuzione di prodotti Wall Decor di Trussardi. Nel 2023, Trussardi e Luxury Living Groups annunciano il nuovo progetto Trussardi Residences, frutto della partnership con MIRA Developments, con la creazione del primo complesso residenziale interamente arredato Trussardi Casa a Dubai.
Dal 2016 Trussardi collabora con Lardini per la creazione della linea Trussardi Elegance, dedicata all’abbigliamento formale maschile che ha debuttato a Milano con la collezione autunno/inverno 2017-18.